# Étienne Parrocel
Étienne Parrocel, född 8 januari 1696 i Avignon, död 1776 i Rom, var en fransk målare under barocken. Han var son till målaren Jacques-Ignace Parrocel.

## Verk i urval
- Fresker med scener ur den heliga Katarinas liv – Santa Caterina da Siena a Via Giulia[1][2]
- Den helige Gregorius betjänar de fattiga – San Gregorio a Ponte Quattro Capi[3]
- Den saliga Jeanne de Valois – San Luigi dei Francesi[4]
- Den heliga Treenigheten – kupolfresken, Santa Maria Maddalena[5]
- De heliga martyrerna av Palermo – Santa Maria in Monticelli[6]
- Jesu födelse – Cappella del Presepe, Santa Maria in Trastevere[7]